# Neoleria maritima
Neoleria maritima är en tvåvingeart som först beskrevs av Villeneuve 1921.  Neoleria maritima ingår i släktet Neoleria och familjen myllflugor. Inga underarter finns listade i Catalogue of Life.